# 나인 퍼즐
나인 퍼즐(영어: Nine Puzzles)은 디즈니+에서 2025년 5월 21일부터 방영된 대한민국의 범죄, 스릴러, 미스터리 드라마이다.

## 제작진

### 연출
- 윤종빈 : 영화 《남성의 증명》각본, 감독, 《용서받지 못한 자》각본, 감독, 조연...허지훈 역, 제작, 미술, 공동투자, 《여기보다 어딘가에》PC방 알바 역(특별출연), 《비스티 보이즈》각본, 감독, 《범죄와의 전쟁: 나쁜놈들 전성시대》각본, 감독, 사진기자 역(카메오), 《베를린》국정원 현장분석관 역(특별출연), 《군도: 민란의 시대》원안, 감독, 《공작》각본, 감독, 《리멤버》공동각본, 공동제작, Netflix 오리지널 드라마 《수리남》각본, 연출

### 각본
- 이은미 : OCN 드라마 《터널》, tvN 월화드라마 《나빌레라》 집필

## 줄거리
10년 전, 미결 사건의 유일한 목격자이자 현직 프로파일러인 ‘이나’(김다미)와 그를 끝까지 용의자로 의심하는 강력팀 형사 ‘한샘’(손석구)이 의문의 퍼즐 조각과 함께 다시 시작된 연쇄살인 사건의 비밀을 파헤치는 추리 스릴러

## 등장인물

### 주요 인물
- 김다미 : 윤이나 역 - 서울경찰청 과학수사과 범죄분석팀 범죄분석관
- 손석구 : 김한샘 역 - 서울한강경찰서 강력2팀 형사

### 주변 인물
- 김성균 : 양정호 역 - 서울한강경찰서 강력2팀장
- 현봉식 : 최산 역 - 서울한강경찰서 강력2팀 형사
- 곽자형 : 노수광 역 - 서울한강경찰서 강력2팀 형사
- 차우진 : 안영하 역 - 서울한강경찰서 강력2팀 형사
- 장격수 : 현호근 역 - 서울한강경찰서 서장
- 정만식 : 태동수 역 - 서울지방경찰청 광역수사대장
- 박성연 : 공영임 역 - 이나의 집 가사도우미
- 안소요 : 윤고은 역 - 서울경찰청 과학수사과 범죄분석팀 팀장
- 홍비라 : 변지윤 역 - 서울경찰청 과학수사과 범죄분석팀 범죄분석관
- 김도연 : 남혁수 역 - 서울경찰청 과학수사과 범죄분석팀 범죄분석관
- 박미현 : 홍라은 역 - 한샘의 어머니

### 그 외 인물
- 송호범 : 배춘선 역 - 산들지구대 소속 경위, 나리의 선배, 과거 마포서에서 정호와 근무한 이력이 있다.
- 이주영 : 남나리 역 - 산들지구대 소속 경사, 이승주와 중학교 동창이다.
- 주해은 : 염세령 역 - 윤동훈 살인사건 당시 이나의 기숙사 룸메이트
- 권한솔 : 유정은 역 - 위스키 바 그리핀의 매니저
- 김도건 : 경찰대 학생 역 - 이나의 프로파일링 강의를 듣던 학생
- 문창길 : 이두원 역 - 치매 때문에 요양원에 있는 이미영의 아버지
- 강학수 : 이두철 역 - 이두원의 사촌
- 주인영 : 요양원 실장 역
- 신미영 : Y 호텔 청소부 역
- 임철형 : 김갑제 역
- 최우준 : 이덕문 역
- 남진복 : 여정철 역
- 신연우 : 여정철의 아내 역
- 변홍준 : 최동경 역 - 영한의 아들, 1년 전 공장 사고로 사망
- 신동력 : 서도호 역 - DH 양양리조트 책임 관리자
- 박민이 : 이강현 사건 담당 형사 역
- 최원 : 안홍재 역 - 중부연쇄살인사건 피해자 안미선의 동생
- 정기섭 : 김모일 역 - 상범과 사냥을 나갔던 시장
- 이동희 : 실종아동찾기 센터장 역

### 기타 인물
- 박규영 : 이승주 역 - 10년 전 사건의 트라우마를 겪고 있는 윤이나의 담당 정신과 의사

### 특별 출연
- 최홍일 : 최영한 역 - 재활용 처리시설 직원
- 김응수 : 김무룡 역 - 전 한강구청장, 국토부장관 출신 국회 의원
- 지진희 : 윤동훈 역 - 윤이나의 삼촌, 전 한강경찰서 서장, 과거 중부 연쇄 살인 사건 미해결로 인해 불명예 퇴출
- 백현진 : 이강현 역 - 명성일보 기자, 퍼즐 연쇄 살인사건의 첫 번째 피해자
- 황정민 : 오철진 역 - 전 성진건설 이사, 더 원 시티 최초 건설자
- 이성민 : 도윤수 역 - DH건설 대표
- 박성웅 : 권상범 역 - 전 검사장 출신, 제일로펌 고문
- 이희준 : 강치목 역 - 이미영의 전 남자친구, 20년 전 더 원 시티 부지였던 신동아 시장 철거를 맡은 용역업체 사장
- 박규영 : 이승주 역 - 본명 이설, 이남숙의 딸, 햇볕정신과의원 정신과 전문의, 윤이나의 상담 담당
- 노재원 : 황인찬 역 - 햇볕정신과의원 정신과 전문의
- 오민애 : 이남숙 역 - 이솔(이승주)의 엄마, 20년 전 더 원 시티 부지였던 신동아 시장에서 서진식당을 운영, 당시 정호와 함께 지내고 있었다.
- 예원 : 이미영 역 - 한강로에 위치한 더 원 시티 거주, 위스키 바 '그리핀' 사장
- 옥자연 : 서양희 역 - 강치목의 아내
- 남윤호 : 노재욱 역 - 전직 테니스 선수, 서양희의 내연남
- 임현성 : 손인환 역 - 이강현 사망 사건 자료를 준 한샘의 선배, 양서 경찰서 소속

## 참고 사항
- 윤종빈 감독이 최초로 각본에 참여하지 않고 연출만 맡은 작품이다. 그리고 〈비스티 보이즈〉 이후로는 2010년대 이전을 그리는 시대극이나 사극이었던 전작들과 달리 17년 만에 첫 현대극을 연출한다.
- 리얼월드와 함께 프로모션을 진행한다. 온라인 콘텐츠는 나인 퍼즐: Beginning 이라는 제목으로 홈페이지와 함께 진행하는 ARG 형태의 게임이다. 플레이 인증 시, 디즈니+ 3개월 이용권(스탠다드) 및 나인 퍼즐 프리미엄 굿즈(드로잉 포스터 퍼즐 및 보드 게임)을 추첨 제공한다. 오프라인 팝업 스토어의 경우 5월 16일(금)부터 27일(화)까지 리얼월드 성수에서 진행한다. 나인 퍼즐: Episode 0라는 미션 게임이 준비되어 있으며, 네이버 예약을 통해 예약할 수 있다. 플레이 완료 시, 나인 퍼즐 한정 굿즈를 제공한다. 또한, 팝업 스토어 방문 인증 시, 디즈니+ 3개월 이용권(스탠다드) 및 나인 퍼즐 프리미엄 굿즈(드로잉 포스터 퍼즐 및 보드 게임) 추첨 제공한다.
- 손석구, 김성균, 현봉식은 D.P. 시리즈 이후 재회한다. 다만 세 사람의 이번 작품에서의 계급은 D.P. 시리즈와는 정반대이다.
- 극중 한강서 강력팀 형사들은 베레타 자동권총을 장비하고 있는데, 실제 일선 경찰들은 쓰지 않는 총기이다. 과거 경찰특공대에서 사용한 적은 있으나 현재는 대부분 다른 권총류로 교체되었다. 일선 한국 경찰들이 리볼버 이외의 총기를 사용하지 않은지 굉장히 오랜 세월이 흘렀기 때문에 극중 비주얼을 살리기 위해 일부러 베레타를 선택한 것으로 보인다.
- 김다미가 연기한 윤이나가 모는 차량은 람보르기니 우루스다.